# Tomáš Kos
Tomáš Kos (* 31. prosinec 1967 Semily) je bývalý československý a český biatlonista. V letech 2000–2014 trénoval slovinskou reprezentaci.
Startoval na ZOH 1988, 1992 a 1994, jeho nejlepším individuálním výsledkem je 22. místo ze sprintu v Albertville 1992. Na týchž hrách pomohl českému týmu k sedmému místu ve štafetovém závodě. Na Mistrovství světa 1990 v Oslu získal stříbrnou medaili v závodu štafet (s Janem Matoušem, Jiřím Holubcem a Ivanem Masaříkem).